# Kabinet-Hohenzollern-Sigmaringen
Dit artikel geeft een overzicht van het kabinet onder Karel Anton van Hohenzollern-Sigmaringen (5 november 1858 - 11 maart 1862) in Pruisen.
| Functie             | Persoon                                         | Van              | Tot              |
| ------------------- | ----------------------------------------------- | ---------------- | ---------------- |
| Minister-president  | Karel Anton van Hohenzollern-Sigmaringen        | 5 november 1858  | 11 maart 1862    |
| Zonder portefeuille | Rudolf von Auerswald                            | 6 november 1858  | 18 maart 1862    |
| Buitenlandse Zaken  | Alexander von Schleinitz                        | 6 november 1858  | 10 oktober 1861  |
| Buitenlandse Zaken  | Albrecht von Bernstorff                         | 16 juli 1861     | 8 oktober 1862   |
| Financiën           | Robert von Patow                                | 6 november 1858  | 18 maart 1862    |
| Handel              | August von der Heydt                            | 4 december 1848  | 18 mei 1862      |
| Binnenlandse Zaken  | Eduard Heinrich von Flottwell                   | 7 oktober 1858   | 3 juli 1859      |
| Binnenlandse Zaken  | Maximilian von Schwerin-Putzar                  | 3 juli 1859      | 18 maart 1862    |
| Justitie            | Ludwig Simons                                   | 10 april 1849    | 14 december 1860 |
| Justitie            | August von Bernuth                              | 17 december 1860 | 18 maart 1862    |
| Oorlog              | Eduard von Bonin                                | 6 november 1858  | 27 november 1859 |
| Oorlog              | Albrecht von Roon                               | 5 december 1859  | 9 november 1873  |
| Landbouw            | Erdmann III von Pückler                         | 6 november 1858  | 18 maart 1862    |
| Marine              | Karel Anton van Hohenzollern-Sigmaringen (a.i.) | 15 november 1858 | 6 april 1859     |
| Marine              | Jan Schröder                                    | 6 april 1859     | 6 december 1860  |
| Marine              | Albrecht von Roon                               | 6 december 1860  | 31 december 1871 |

Arnim-Boitzenburg · Camphausen · Auerswald · Pfuel · Brandenburg · Ladenberg · Manteuffel · Hohenzollern-Sigmaringen · Hohenlohe-Ingelfingen · Bismarck I · Roon · Bismarck II · Caprivi · Eulenburg · Hohenlohe-Schillingsfürst · Bülow · Bethmann Hollweg · Michaelis · Hertling · Baden · Hirsch/Ströbel · Hirsch · Braun I · Stegerwald · Braun II · Marx · Braun III